# Bendicion
Bendicion è il primo album in studio del rapper italiano Boro Boro, pubblicato il 18 gennaio 2024.

## Classifiche
| Classifica (2024) | Posizione massima |
| ----------------- | ----------------- |
| Italia            | 17                |